# スタッド・ドゥ・ラ・メノ
スタッド・ドゥ・ラ・メノ（フランス語: Stade de la Meinau）は、フランス・ストラスブールにあるサッカー専用スタジアム。

## 概要
1906年、砂地にゴールポストのみを立てた簡素なスタジアムとして建設された。それから8年後の1914年に新しい所有者へスタジアムが売却されると、1919年にRCストラスブールの前身クラブであるFCノイドルフに年間300マルクで貸し出された。1921年から徐々にピッチの周辺に木製スタンドが建設され始め、1934年には1938 FIFAワールドカップの開催スタジアムの一つにもなった。
1978年、フランスでの開催が決定されたUEFA欧州選手権1984のスタジアムとして使用されることが決定し、構造や景観を近代的なスタジアムへ建て替える大規模な工事が行われた。工費は1億1700万フランス・フランにのぼり、それまでの3万席から42,756万席へ収容人数が拡大された。1992年にも1998 FIFAワールドカップのスタジアム予定地に選ばれたが、FIFA指定の規格へ改築するための費用を捻出できず、断念せざるを得なかった。その後は立ち見席の規制が強化されたため、スタジアムのキャパシティは26,109人へ減少した。
2019年4月30日、RCストラスブールとストラスブール市はスタジアムの5度目となる増築工事を行うことを発表した。収容人数を32,500席まで増やし、北と南スタンドの高さ変更、VIPエリアの改築など工期の満了は2023年末を予定している。

## 開催された主なイベント

### サッカー
- 国際大会
  - 1938 FIFAワールドカップ
  - UEFA欧州選手権1984

### 音楽
- ライブイベント
- U2 (1993年6月23日)
- ピンク・フロイド (1994年9月9日)
- ジョニー・アリディ (2003年6月23日)

### その他
- ヨハネ・パウロ2世のミサ

## アクセス
- トラム
  - ストラスブール・トラムクリムメリ・スタッド・ド・ラ・マイノー駅から直結

- 鉄道
  - フランス国鉄クリンメリ＝メノー駅から徒歩4分

## ギャラリー

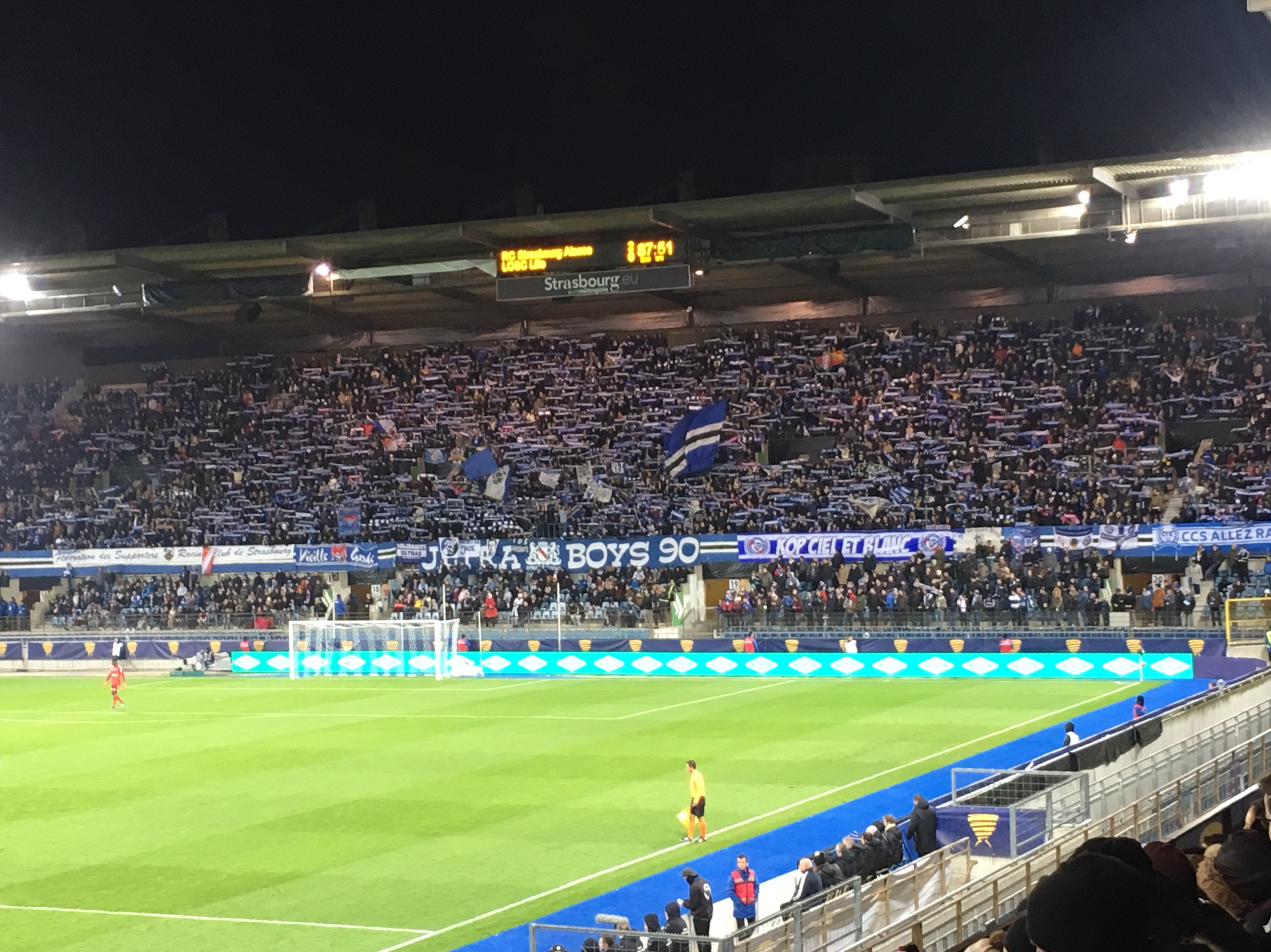
青い壁
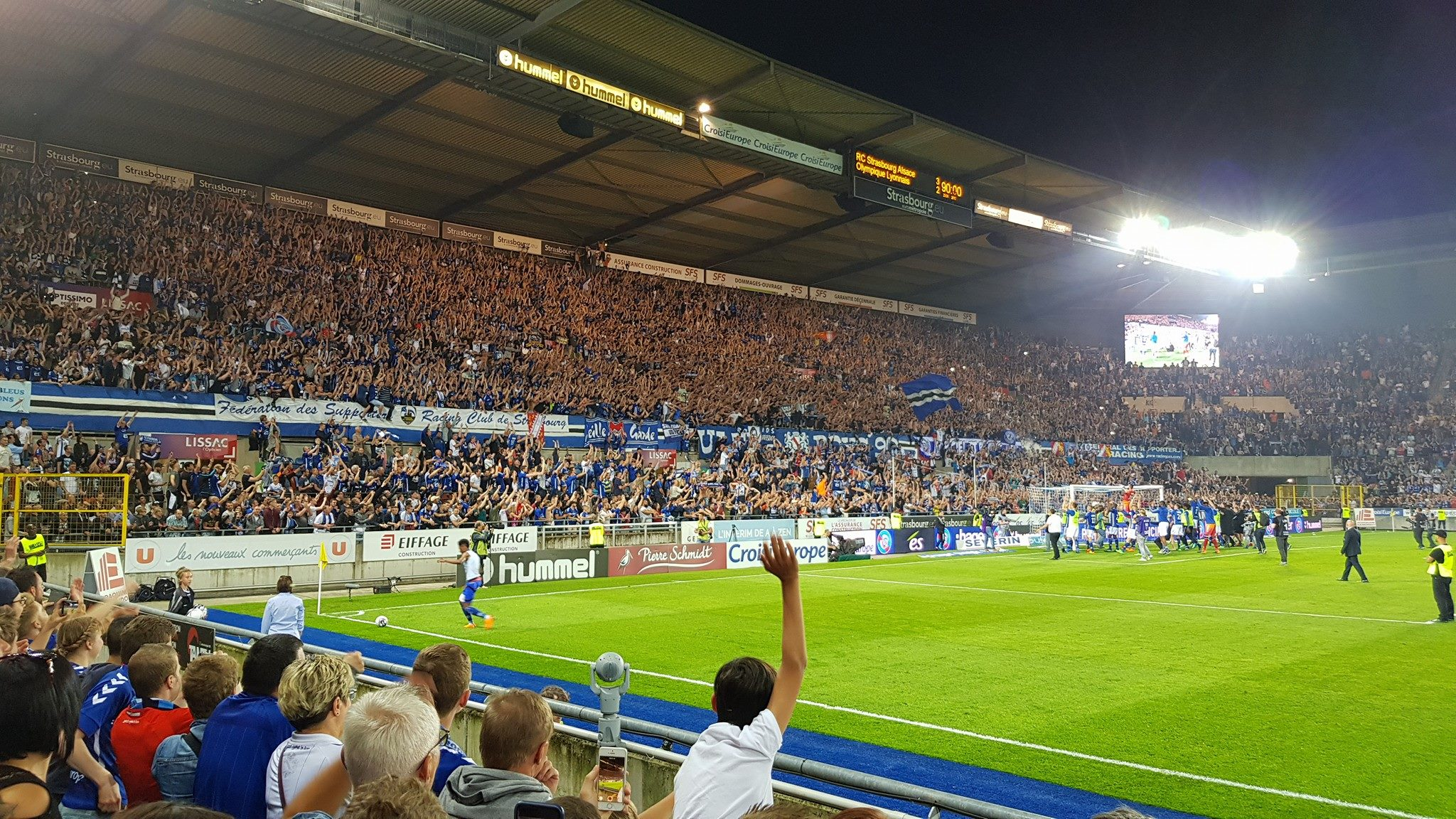
南スタンド
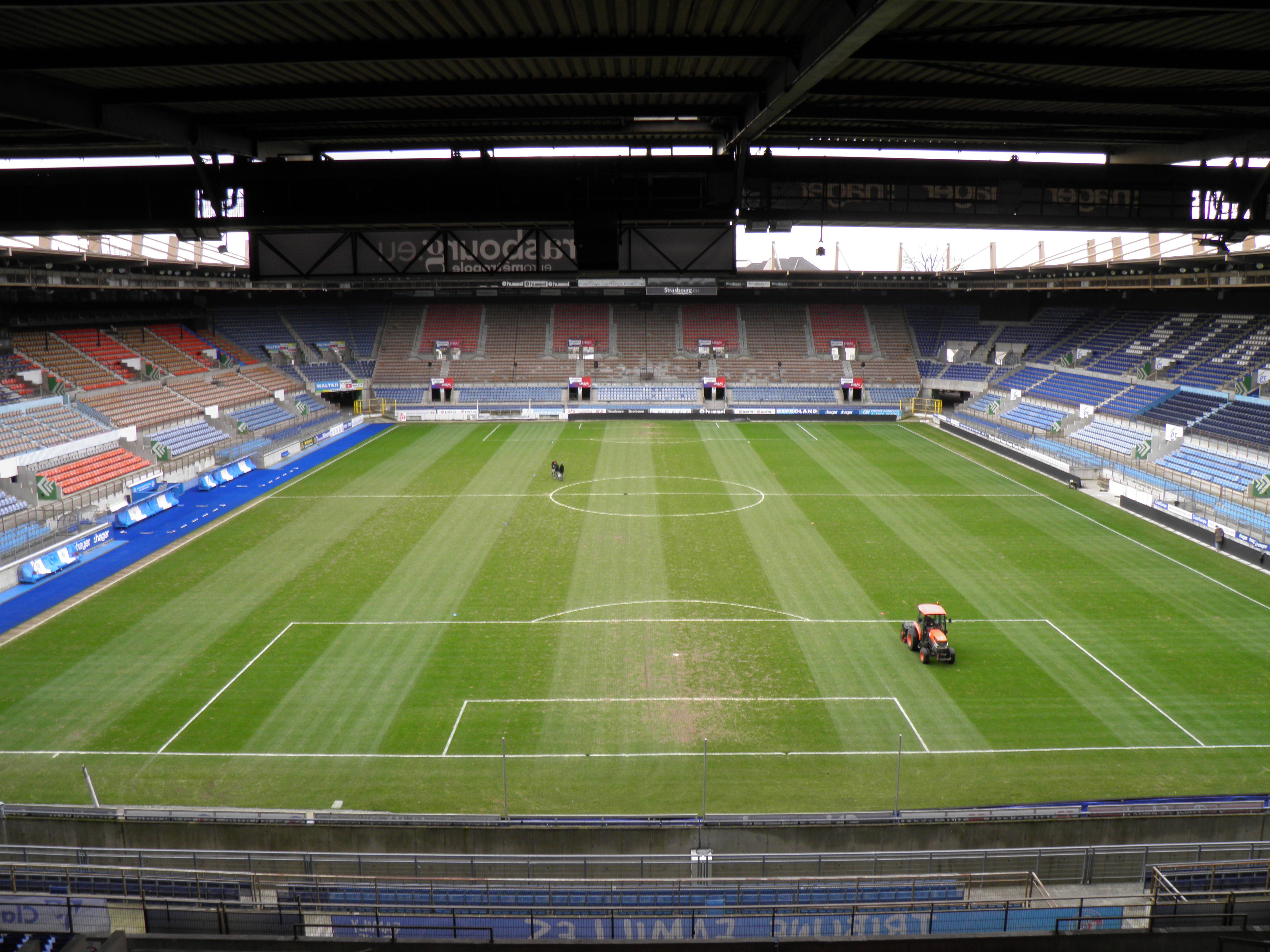
ピッチ